# Hermenegildo Lopes

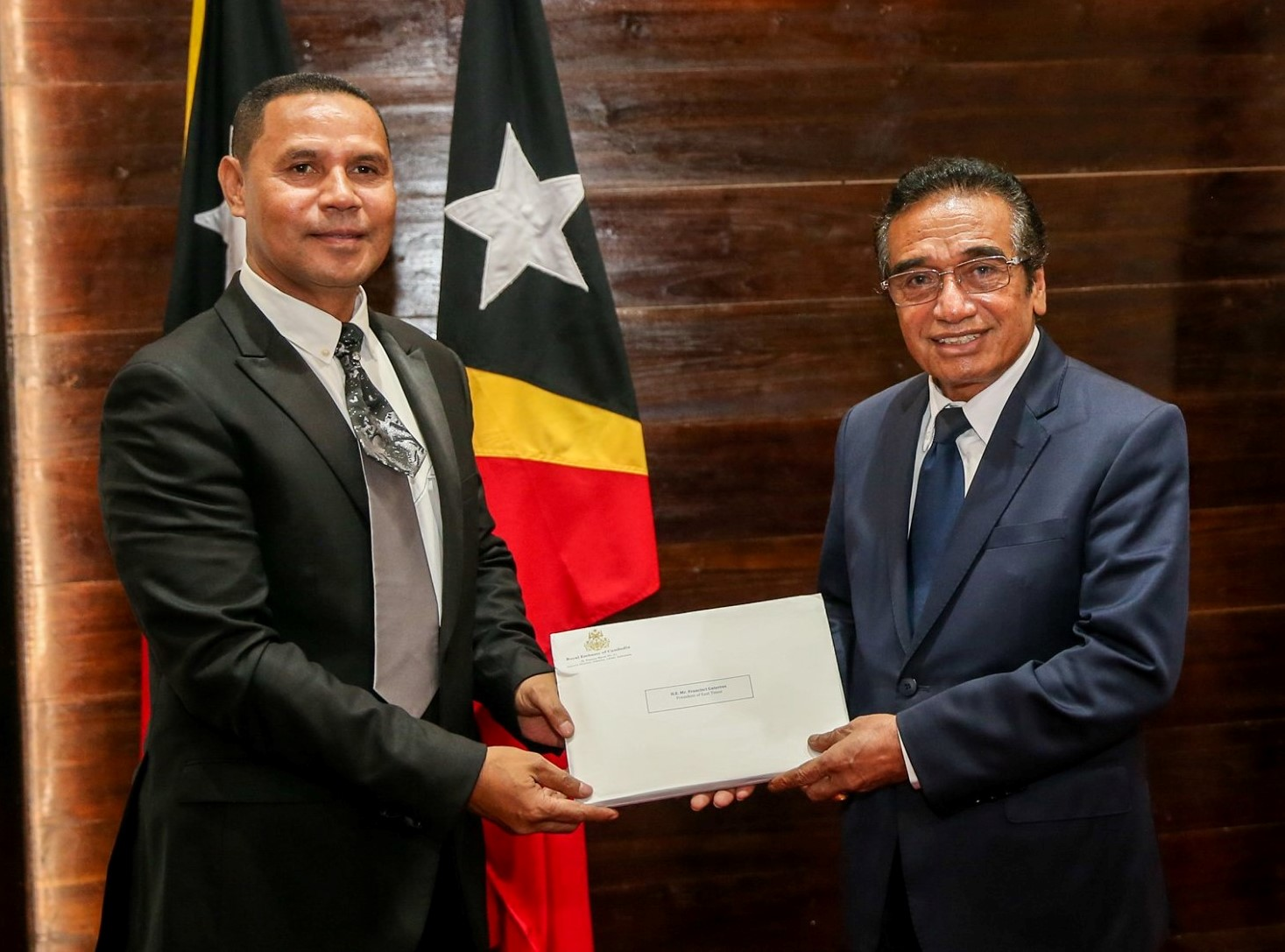
Lopes (links) bei seiner Ernennung zum Botschafter durch
Präsident Francisco Guterres (2020)

Hermenegildo Lopes, Kampfname Cupa (Alternativschreibweise: Ermenegildo Lopes, Kupa) ist ein osttimoresischer Politiker und Diplomat.

## Werdegang
Lopes ist der Parteigründer und Vorsitzender der Partido Milénio Democrático (PMD), die sich 2004 von der Partido Social Democrata (PSD) abspaltete. Die Partei schloss mehrere Wahlbündnisse, wie die Liga Democrática Progressiva (2007), den Bloco Proclamador (2012), den Bloku Unidade Popular (2012/2017) und des Fórum Demokrátiku Nasionál (2018). In allen Bündnissen hatte Lopes führende Positionen inne. Weder der PMD als Einzelpartei, noch den verschiedenen Bündnissen gelang es auch nur einen Abgeordneten in das Nationalparlament Osttimors zu entsenden.
Für Premierminister Xanana Gusmão (2007–2015) war Lopes als außenpolitischer Berater tätig. Mitte 2019 wurde Lopes von der Regierung als neuer Botschafter Osttimors in Kambodscha vorgeschlagen, doch erst im Januar 2020 erfolgte die offizielle Ernennung. Seine Akkreditierung übergab Lopes am 16. April 2020. 2025 wurde Marcos dos Reis da Costa neuer Botschafter in Kambodscha.